# 1974 في العراق
القوائم التالية للأحداث التي حدثت خلال عام 1974 في الجمهورية العراقية.

## في المنصب
- الرئيس: أحمد حسن البكر
- رئيس الوزراء: أحمد حسن البكر
- نائب الرئيس: صدام حسين

## الأحداث
- اندلاع الحرب الكردية العراقية الثانية.

## رياضة
- انطلاق بطولة الدوري العراقي الممتاز 1974–75.

## مواليد
- سلام باكس
- يوسف عزيز
- غازي فهد
- نغم عبد الزهرة
- صباح الساعدي
- حسام فوزي
- محمود مجيد
- قيس الخزعلي
- هشام محمد
- مقتدى الصدر
- عبد العظيم محمد
- خالد عبيد جازع
- عبد الرحمن اللويزي
- حيدر عبد الكاظم نعيمة سباهي

## وفيات
- ليلى قاسم
- ماجد مصطفى
- سليمة مراد
- شاذل طاقة
- عبد الزهراء الكعبي
- قاسم محمد الرجب